# Антрево (кантон)
Антрево́ (фр. Entrevaux) — кантон во Франции, находится в регионе Прованс — Альпы — Лазурный Берег, департамент Альпы Верхнего Прованса. Входит в состав округа Кастелан.
Код INSEE кантона — 0409. Всего в кантон Антрево входит 6 коммун, из них главной коммуной является Антрево.

## Коммуны кантона
| Коммуна          | Население, чел. (1999) | Почтовый индекс | Код INSEE |
| ---------------- | ---------------------- | --------------- | --------- |
| Антрево          | 742                    | 04320           | 04076     |
| Валь-де-Шальвань | 48                     | 04320           | 04043     |
| Кастелле-ле-Сос  | 106                    | 04320           | 04042     |
| Ла-Рошет         | 53                     | 06260           | 04170     |
| Сен-Пьер         | 73                     | 06260           | 04194     |
| Сос              | 65                     | 04320           | 04202     |

## Население
Население кантона на 2008 год составляло 1 379 человек.
| 1962 | 1968  | 1975 | 1982  | 1990  | 1999  | 2006  | 2007  | 2008  |
| ---- | ----- | ---- | ----- | ----- | ----- | ----- | ----- | ----- |
| 815  | 1 057 | 978  | 1 050 | 1 126 | 1 087 | 1 296 | 1 337 | 1 379 |